# En Bryllupsrejse
En Bryllupsrejse er en dansk stum komediefilm fra 1909 produceret af Nordisk Films Kompagni. Filmens instruktør er ukendt.

## Handling
Et ungt par holder bryllupsrejse på et hotel, der ikke er vant til at have gæster.

## Medvirkende
- Oscar Stribolt
- Valdemar Møller
- Maggi Zinn
- Edmund Østerby
- Kai Voigt
- Axel Boesen
- Gudrun Kjerulf